# Henri Maillot-Rosély
Henri Maillot-Rosély, nacido el 1950 en Saint Denís , Isla Reunión , es un escultor francés.
Trabajó durante muchos años en Aix-en-Provence , antes de regresar a su isla natal.
En 2008, con ocasión de los Juegos Olímpicos, el Centro cultural francés de Pekín presentó una serie de creaciones del escultor sobre el tema del deporte. 

## Obras
Entre las mejores y más conocidas obras de Henri Maillot-Rosély se incluyen las siguientes:
- El trofeo en bronce La Vénus aux livres del programa de televisión Questions pour un champion, difundido por France 3. Reproduce una figura humana sosteniendo un libro abierto sobre su cabeza.
- El portal en homenaje a Michel Debré en Saint-Denis de la Réunion.
- La ronde, personajes en bronce en Salazie.
- Cartel del mundial de Petanca La Marseillaisse[1]

## Exposiciones
- La récréation des baigneuses, en 1991 en el Museo Cézanne, en Aix-en-Provence.
- Life vest under your seat, en 1997 en el teatro de Champ-Fleuri, en Saint-Denis de la Reunión.
- Sports, en 2008 en el centro Cultural Francés de Pekín.